# USS Lofberg (DD-759)
O USS Lofberg (DD-759) foi um Destroyer norte-americano que serviu durante a Segunda Guerra Mundial.

## Comandantes
| Comandante              | Data                    |
| ----------------------- | ----------------------- |
| Cdr. Robert Oakley Beer | 26 de Abril de 1945 -?? |